# Helipuerto de Downtown Manhattan

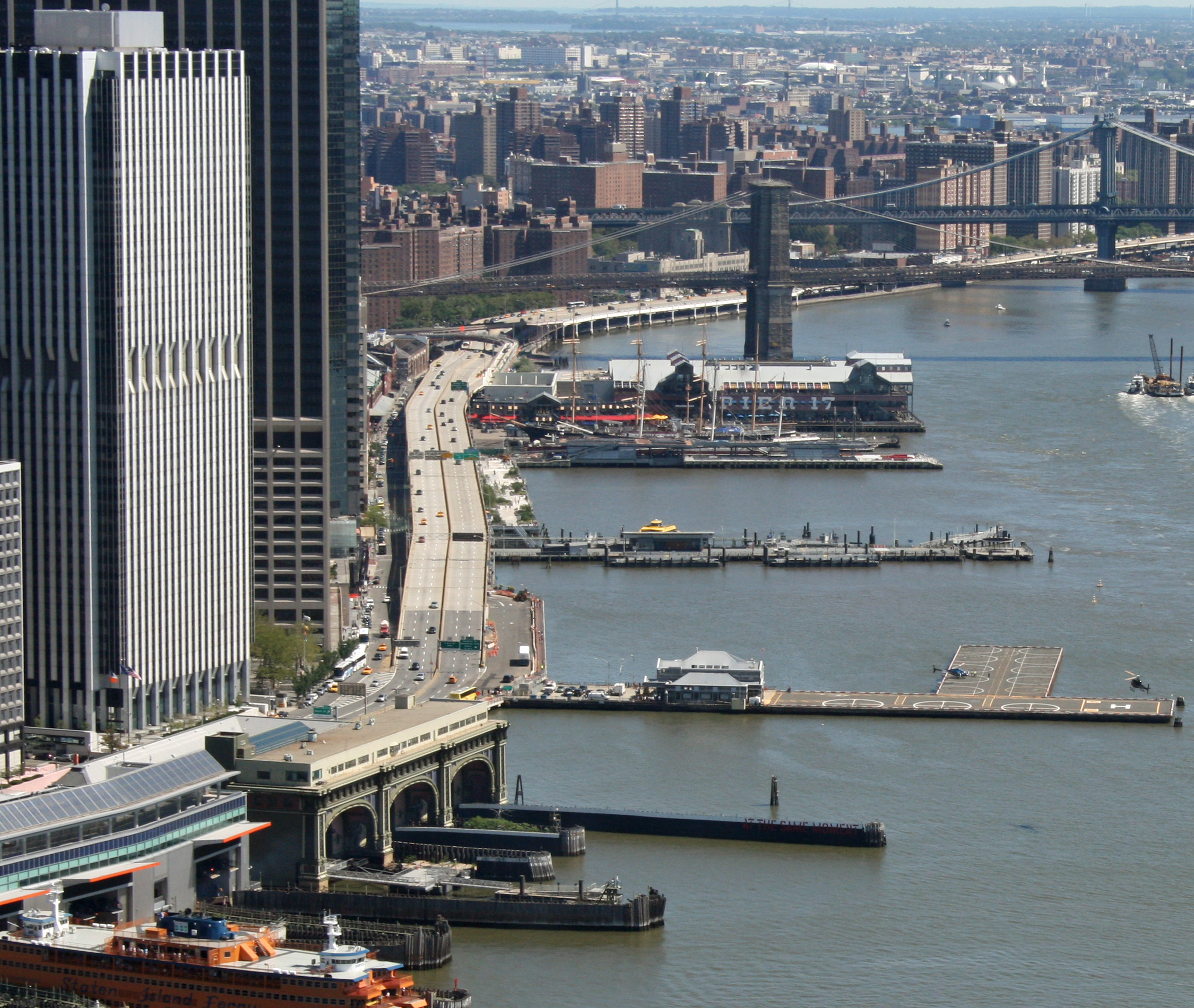
Helipuerto del Bajo Manhattan en el Muelle 6 del East River

El helipuerto del Bajo Manhattan o helipuerto de Downtown Manhattan (IATA: JRB, OACI: KJRB, FAA LID: JRB)             (Helipuerto de Downtown Manhattan/Wall St.) es una plataforma de aterrizaje para helicópteros en el Muelle 6 en el East River en el Bajo Manhattan, Nueva York, Nueva York.

## Historia
El helipuerto del centro de Manhattan se inauguró el 8 de diciembre de 1960, complementando el helipuerto de West 30th Street que se había inaugurado en 1956. En las décadas de 1960 y 1970, los helicópteros de New York Airways volaron desde el helipuerto al Aeropuerto Internacional Newark Liberty (EWR), al Aeropuerto LaGuardia (LGA) y al Aeropuerto Internacional John F. Kennedy (JFK); los vuelos programados finalizaron a mediados de la década de 1980. En 2006, US Helicopter reanudó el servicio regular de pasajeros con vuelos cada hora al aeropuerto JFK hasta noviembre de 2009, cuando cesó todo servicio.
Gran parte del tráfico del helipuerto es generado por Wall Street y el distrito financiero del bajo Manhattan; los principales ejecutivos de empresas y las entregas de documentos urgentes suelen utilizar el helipuerto. El helipuerto es el lugar de aterrizaje habitual del Presidente de los Estados Unidos en sus visitas a Nueva York. También es el punto de salida de la mayoría de tours en helicóptero en Nueva York.

## Instalaciones
El helipuerto cubre 2 acres (0.81 ha) a una elevación de 7 pies (2.1 m). Tiene una helisuperficie, H1, de 62 pies × 62 pies (19 m × 19 m) de concreto. En el año que terminó el 30 de diciembre de 2003, el aeropuerto registró 10,002 operaciones aéreas, un promedio de 27 por día: 90% aviación general y 10% militar.
La Corporación de Desarrollo Económico de la Ciudad de Nueva York estima que en 2014 se realizaron más de 56.000 viajes turísticos en helicóptero desde el helipuerto del centro de Manhattan. Esto excluye los helicópteros utilizados por la policía y los hospitales, o incluso los vuelos chárter privados de negocios o de ocio. En 2014, los vuelos no turísticos representaron 1.936 de los 58.021 vuelos desde el helipuerto del centro de la ciudad.